# Josef Kullas

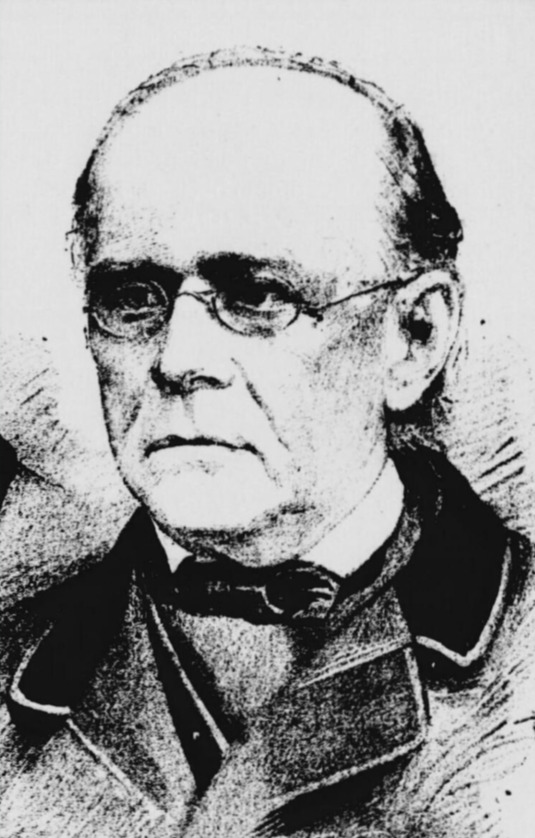
Josef Kullas (um 1870)

Josef Martin Kullas (* 18. März 1808 in Kaaden; † 19. Februar 1880 in Libochowitz) war ein tschechischer Theaterschauspieler, -regisseur und  Unternehmer, der Bedeutung für die Entwicklung des Theaters in Böhmen und die Aufführung von Theaterstücken in tschechischer Sprache erlangte.

## Leben und Wirken
Kullas wurde in einer deutschsprachigen Familie geboren. Seine Eltern waren der Bürger und Seifensieder Martin Kullas aus Kaaden und die Weinhändlerstochter Josepha geb. Zimmer aus Dresden, die 1807 in Kaaden geheiratet hatten. Über seine Jugend ist nur wenig bekannt. Vermutlich trat er bereits frühzeitig in Laienaufführungen von Theaterstücken auf. Sein 1837 gestellter Antrag auf Erteilung einer Konzession zum Betreiben einer Theatergesellschaft wurde abgelehnt. Wohl kam es erst 1842 zu einer solchen Gründung. Der erste Auftritt ist in Písek verbürgt. Anschließend zog seine Theatergruppe mit deutschem Repertoire, das hauptsächlich aus Ritterstücken und Possen bestand, durch das Königreich Böhmen. Aufgrund der wachsenden Nachfrage nach Aufführungen in tschechischer Sprache im Inneren des Landes engagierte er eine tschechische Truppe unter der Leitung des Dramatikers Josef Kajetán Tyl. Die Gruppe präsentierte deutsche und tschechische Aufführungen sowie Tyls Originalstücke, an denen Schauspieler wie Magdalena Forchheimová, Karel Šimanovský, František Krumlovský, Anna Forchheimová-Rajská und andere mitwirkten.
Nach dem Verbot des Aufführens von Theaterstücken in tschechischer Sprache im Dezember 1852 widmete sich Kullas’ Gesellschaft dem deutschen Repertoire und führte ab 1856 wieder Theaterstücke in tschechischer Sprache auf. Als Direktor war hier Jiljí Krämer beteiligt, von 1859 bis 1862 arbeitete Josef Štandera in der Kullaser Schauspielgesellschaft als künstlerischer Leiter und Direktor. Zu dieser Zeit war das Ensemble hauptsächlich in Südwest- und Südböhmen tätig und präsentierte eine Reihe von Tyl-Stücken.
Nach Štanderas Weggang verlor das Ensemble sein künstlerisches Niveau, während des Preußisch-Österreichischen Krieges 1866 stellte es vorübergehend das deutsche Repertoire wieder her. Mit der Aufnahme des Schauspielers und Regisseurs Josef Faltys im Jahr 1868 blühte es wieder auf. Durch das Ensemble gingen eine Reihe bekannter Theaterschauspieler wie Josef Frankovský und Arnoštka Libicka.
1878 verkaufte Kullas krankheitsbedingt seine Theaterkonzession an František Ludvík, der später seine eigene Theatertruppe gründete.